# Lista de países por consumo de cerveja por pessoa
| Classif. | País                           | Consumo (Litros/ano) |
| -------- | ------------------------------ | -------------------- |
| 1        | Chéquia                        | 140.1                |
| 2        | Áustria                        | 131.1                |
| 3        | Roménia                        | 107.8                |
| 4        | Alemanha                       | 100.3                |
| 5        | Polónia                        | 97.7                 |
| 5        | Namíbia                        | 95.5                 |
| 6        | Irlanda                        | 92.9                 |
| 7        | Espanha                        | 88.8                 |
| 8        | Croácia                        | 85.5                 |
| 9        | Letónia                        | 80.5                 |
| 10       | Eslovénia                      | 80.0                 |
| 11       | Eslováquia                     | 84.1                 |
| 12       | Espanha                        | 83.8                 |
| 13       | Países Baixos                  | 79.3                 |
| 14       | Bulgária                       | 78.7                 |
| 15       | Panamá                         | 78.3                 |
| 16       | Eslováquia                     | 76.1                 |
| 17       | Austrália                      | 75.1                 |
| 18       | Hungria                        | 73.7                 |
| 19       | Estados Unidos                 | 72.7                 |
| 21       | Finlândia                      | 72.0                 |
| 22       | México                         | 70.5                 |
| 23       | Reino Unido                    | 70.3                 |
| 24       | Bósnia e Herzegovina           | 68.6                 |
| 25       | Gabão                          | 67.0                 |
| 26       | Bélgica                        | 58.1                 |
| 27       | Nova Zelândia                  | 61.0                 |
| 28       | África do Sul                  | 60.1                 |
| 29       | Dinamarca                      | 59.8                 |
| 30       | Camboja                        | 59.2                 |
| 31       | Brasil                         | 58.4                 |
| 32       | Rússia                         | 57.7                 |
| 33       | Suíça                          | 55.1                 |
| 34       | Portugal                       | 54.9                 |
| 35       | República Democrática do Congo | 54.8                 |
| 36       | Canadá                         | 53.5                 |